# Weldon (Carolina del Nord)
Weldon è una città degli Stati Uniti d'America situata nella Carolina del Nord, nella Contea di Halifax.